# Tenzin Chödrag
Tenzin Chödrag (Tibet, 1922 - Dharamsala, 6 april 2001) was een Tibetaans geneesheer en schrijver. Hij was lijfarts van de veertiende dalai lama.

## Jeugd en opleiding
Tenzin Chödrag groeide op in een arme familie met zijn vader en stiefmoeder. Hij had al tijdens zijn jonge jaren de wens om arts te worden. De eerste jaren die hij in een klooster doorbracht waren streng. Bij het overtreden van de discipline of het niet vervullen van zijn opgaven werd de jongeling vaak geslagen.
Om zijn doel om arts te worden na te streven, reisde hij op jonge leeftijd naar Lhasa om daar een mogelijkheid te vinden opgenomen te worden op de kloosterlijke geneeskundige school Mentsikhang (sman rtsis khang) die in 1916 was opgericht door de dertiende dalai lama. In eerste instantie mislukte zijn poging om financiële redenen, maar uiteindelijk lukte het met ondersteuning van familieleden om tot Mentsikhang te worden toegelaten.
Ook tijdens zijn studie in Mentsikhang vanaf 1940 werden hoge eisen gesteld aan discipline en doorzettingsvermogen. Voor het voorzien in de grote behoefte aan medicinale planten in Mentsikhang waren de monniken zelf verantwoordelijk. De planten die het moeilijkst te verkrijgen waren, groeiden in de hoger gelegen gebieden van het Tibetaans Hoogland. Voor de slecht uitgeruste monniken bestonden er gevaren als verwonding, bevriezing, sneeuwblindheid en hoogteziekte.
In 1944 kreeg Tenzin Chödrag de titel van geneeskundige en mocht hij in het bijzijn van artsen zelf geneesmiddelen samenstellen. Tussen 1950 en 1952 leerde hij de traditionele methoden voor de ontgifting van kwik en kreeg hij onderwijs in de vervaardiging van de in de Tibetaanse geneeskunde gebruikte juwelenpillen. Ook mocht hij in deze tijd zelf met de behandeling van patiënten beginnen. In 1952 sloot hij zijn studie af.
Toen de moeder van de veertiende dalai lama, Dekyi Tsering (1900-1981), ziek werd, had Chödrag inmiddels een goede reputatie opgebouwd en werd hij gevraagd haar te behandelen, wat hij succesvol deed. In 1956 werd hij een van de toen vier lijfartsen van de dalai lama en ontving hij de titel Lhamenpa (lha sman pa).

## Gevangenschap
Nadat de veertiende dalai lama in de loop van de opstand in Tibet van 1959 naar India was gevlucht, werd Tenzin Chödrag gevangengenomen. Als persoon in de directe omgeving van de als contrarevolutionaire feodale heerser bestempelde dalai lama werd hij met veel argwaan bekeken, ondanks dat hij in deze tijd nauwelijks van Mao Zedong gehoord had.
Tussen 1959 en 1976 was Chödrag politiek gevangene van de Volksrepubliek China. Hij werd gefolterd en moest in strijdbijeenkomsten (thamzings) zijn fouten bekennen en een programma ter heropvoeding door werk doorlopen. Eerst werd hij in de Laogai Jiuzhen ten noorden van Lanzhou gebracht en later werd hij overgeplaatst naar de gevangenis van Drapchi in Lhasa.
Pas 13 jaar na zijn gevangenneming, werd hij in 1972 formeel veroordeeld tot 17 jaar gevangenisstraf, vanwege zijn rol als intellectueel die in verbinding stond met de bovenlaag van de voormalige Tibetaanse regering. Hij werd verplaatst naar de Sangyib die zich eveneens in Lhasa bevindt, waar hij onder zware omstandigheden in een steengroeve werkte. Een jaar later werd hij door een Chinese gevangenisarts, die op de hoogte van zijn medische achtergrond was, geconsulteerd vanwege een persoonlijke kwaal. Chödrag kon hem helpen en werd vervolgens in het gevangenishospitaal ingedeeld.
Na zijn vrijlating in 1976 bleef Chödrag werken in het gevangenishospitaal en ontving hij daar een bescheiden loon voor. Van Tibetaanse zijde werd hij hierdoor beschuldigd van collaboratie met de Chinese autoriteiten; van Chinese zijde werd hij anderzijds nog steeds gezien als een vijand van het volk.

## Ballingschap en verdere carrière
Door bemiddeling van Lobsang Samten, de oudere broer van de dalai lama die zich in deze tijd in de Tibetaanse Autonome Regio bevond in het kader van aangehaalde diplomatieke betrekkingen tussen de Tibetaanse regering in ballingschap en de Chinese regering, kreeg Chödrag toestemming Dharamsala in India te bezoeken. In 1980 werd hij opnieuw lijfarts van de veertiende dalai lama en keerde hij niet meer terug naar Tibet.
Chödrag werd Chief Medical Officer van de in 1961 opgerichte Mentsikhang in Dharmshala en daarnaast leider en later adviseur van de afdeling voor farmacie. In 1984 sprak hij op de internationale conferentie voor Tibetaanse geneeskunde in Venetië.
In 1987 reisde hij naar New York, Washington, Phoenix en San Francisco om de mogelijkheden te verkennen voor een programma voor wetenschappelijk onderzoek van de werking van Tibetaanse geneeskunde bij de behandeling van kanker, leverontsteking, artritis en aids. Hierna maakte hij verdere wetenschapsreizen naar verschillende landen in Europa en Azië en werd hij onder meer geconsulteerd voor de behandeling van slachtoffers van de kernramp van Tsjernobyl.

## Autobiografie
- (en) Choedrak, Tenzin (2000) The Rainbow Palace, Bantam Books, ISBN 978-0553813036

- Bibsys: 13069651
- Biblioteca Nacional de España: XX1440046
- Bibliothèque nationale de France: cb12545743j (data)
- Gemeinsame Normdatei: 114004374
- International Standard Name Identifier: 0000 0001 1453 2874
- Library of Congress Control Number: no00093735
- Nationale Bibliotheek van Tsjechië: xx0056250
- Système universitaire de documentation: 034734686
- Virtual International Authority File: 100244226
- WorldCat: E39PBJy8v6F3Rw3TxC9JFKth73